# Veniamin Soldatěnko
Veniamin Vasiljevič Soldatěnko (rusky Вениамин Васильевич Солдатенко; 4. ledna 1939 – 15. července 2023) byl sovětský atlet, chodec, mistr Evropy a světa v chůzi na 50 km z let 1971, resp. 1976.

## Sportovní kariéra
Specializoval se na trať 50 kilometrů chůze. Na evropském šampionátu v Athénách v roce 1969 vybojoval na této trati bronzovou medaili, o dva roky v Helsinkách se stal mistrem Evropy. Při startu na 50 kilometrů chůze na olympiádě v Mnichově v roce 1972 skončil druhý, na mistrovství Evropy v roce 1974 v Římě pátý.
Chůze na 50 kilometrů nebyla zařazena na program olympiády v Montrealu v roce 1976, zorganizováno bylo proto speciální mistrovství světa v Malmö. Soldatěnko zde zvítězil a stal se tak historicky prvním mistrem světa v atletice. Jeho posledním mezinárodním úspěchem byla stříbrná medaile z chodeckého závodu na 50 kilometrů na mistrovství Evropy v Praze v roce 1978. Soldatěnko byl celkem šestkrát mistrem SSSR v chůzi na 50 kilometrů.